# La chica mecánica
La chica mecánica (título original en inglés: The Windup Girl) es una novela de ciencia ficción del escritor estadounidense Paolo Bacigalupi publicada el 15 de septiembre de 2009. Fue nombrado como el noveno mejor libro de ficción de 2009 por la revista TIME, y como el mejor libro de ciencia ficción del año en la lista de lectura de la R.U.S.A. El libro fue ganador de los premios Nébula (2009)  y Hugo (2010) a la mejor novela. El libro también ganó el premio Compton Crook 2010 y el Premio Locus 2010 a la mejor primera novela. Por su temática, se la ha considerado como una novela del subgénero de clima ficción.

## Argumento
La chica mecánica se encuentra ambientada en Tailandia en el siglo XXII. El calentamiento global elevó los niveles de los océanos del mundo y las fuentes de combustible fósil se encuentran prácticamente agotadas. La biotecnología domina y las megacorporaciones como AgriGen, PurCal y RedStar (llamadas "fábricas de calorías") controlan la producción de alimentos a través de semillas transgénicas y el uso de bioterrorismo, ejércitos privados y sicarios económicos con el objetivo de crear mercados para sus propios productos. Catástrofes frecuentes, ocasionadas por plagas y enfermedades originadas en cultivos genéticamente modificados y pestes mutantes, provocan estragos en poblaciones enteras. La reserva natural de semillas de todas las plantas del mundo fueron prácticamente sustituidas por otras genéticamente modificadas para ser estériles.
La actual monarca de Tailandia es la "Reina Niña". La ciudad capital está debajo del nivel del mar y está protegida mediante diques y bombas. Los tres hombres más poderosos de Tailandia son el Somdet Chaopraya (regente de la Reina Niña), el jefe del Ministerio de Medio Ambiente General Pracha, y el jefe del Ministerio de Comercio Akkarat.